# Love Streams (Film)
Love Streams (deutscher Verweistitel Wege der Liebe) ist ein Spielfilm des Regisseurs John Cassavetes aus dem Jahr 1984. Cassavetes verfasste gemeinsam mit Ted Allan das Drehbuch und übernahm an der Seite von Gena Rowlands auch die männliche Hauptrolle.

## Handlung
Sarah Lawson lässt sich von ihrem Ehemann Jack scheiden und hat im Zuge dessen das Sorgerecht für die gemeinsame Tochter verloren. Sie flüchtet zu ihrem Bruder Robert Harmon, einem alkoholkranken Playboy und Schriftsteller. Robert lebt selbst in Trennung von seiner Familie. Seine Ex-Frau zwingt ihn, sich 24 Stunden um den gemeinsamen Sohn Albie zu kümmern. Nach einem gemeinsamen Ausflug nach Las Vegas bittet der Sohn darum, wieder nach Hause gebracht zu werden. Dort wird Robert vom Stiefvater des Jungen zusammengeschlagen. Robert kehrt in seine Wohnung zurück, um sich dort um seine Schwester zu kümmern.

## Kritiken
Rotten Tomatoes weist für Love Streams 100 % positive Kritiken aus, die Zuschauer bewerteten den Film zu 89 % positiv. Die Website They Shoot Pictures, Don't They?, die über 9000 Kritikerumfragen und Filmkritiken für einen Katalog der 1000 besten Filme verrechnete, listet Love Streams im Jahr 2021 auf Platz 278.
Das Lexikon des Internationalen Films bezeichnete das Drama als „sehenswert“; Regisseur Cassavetes gelinge „ein bewegendes Porträt der Rollen von Liebe, Zuneigung, Verständnis und Zärtlichkeit in einer Zeit der Kommunikationsunfähigkeit“.

## Auszeichnungen
- Berlinale 1984: Auszeichnung mit dem Goldenen Bär[4]